# Memory 青春之光
「Memory 青春之光」（Memory 青春の光）是日本的女子偶像組合「早安少女組。」的第4张单曲。於1999年2月10日由zetima发售。

## 概要
- 「Memory 青春之光」是早安少女組。其一期成員福田明日香的最後一張單曲，以安倍夏美為主唱，而「Never forget」為福田明日香的畢業曲。
- 「Memory 青春之光」一曲在紐約錄製，而專輯封面則在上海拍攝。
- 此單曲有2個版本，分別有「8cm盤」和「12cm盤」。其中「12cm盤」收錄了「Memory 青春之光 (99.4.18 Live Version)」。
- 在2月22日於公信榜單曲週排行榜取得第2名。

## 收錄内容

### CD

#### 8cm盤
1. Memory 青春之光
（作詞・作曲：淳君　編曲：前嶋康明）
2. Happy Night
（作詞・作曲：淳君　編曲：小西貴雄）
3. Never Forget
（作詞・作曲：淳君　編曲：小西貴雄）
4. Memory 青春之光（オリジナルカラオケ）

#### 12cm盤
1. Memory 青春之光
2. Happy Night
3. Never Forget
4. Memory 青春之光 (Instrumental)
5. Memory 青春之光 (99.4.18 Live Version)